# Philippe Bénacin
Philippe Bénacin, né à Tunis le 15 janvier 1959, est un homme d'affaires et chef d'entreprise français. 
Il est cofondateur et président général d'Interparfums depuis 1982.

## Biographie

### Formation
Philippe Bénacin est diplômé de l'ESSEC (1983). 

### Carrière
En 1982, il co-fonde avec Jean Madar la société Interparfums et en devient le président directeur-général.
Après avoir privilégié, au commencement, les parfums de masse (licence de parfums Regine), la société opère un recentrage rapide vers les parfums de prestige.

### Autres mandats
- Membre du conseil de surveillance de Vivendi (Groupe qui détient Canal+) [3]

### Vie privée
Philippe Bénacin est passionné de musique (il joue de la guitare) et d'art contemporain.

### Fortune
En 2020, sa fortune est estimée à 315 millions d'euros.

## Distinctions

### Prix et récompenses
- 2011 : Prix de l'Audace créatrice remis par le Premier Ministre, François Fillon.

### Décorations
- Chevalier de l'ordre national du Mérite Décret du 31 décembre 2020[6]